# Premiul World Fantasy
Premiile World Fantasy (din engleză World Fantasy Award la singular) sunt premiile anuale, internaționale, acordate autorilor și artiștilor care au demonstrat realizări excepționale în domeniul fanteziei. Începând cu anul 1975, când au fost decernate pentru prima oară, acestea au fost înmânate la World Fantasy Convention.
Creat la mijlocul anilor 70, World Fantasy Awards este varianta pentru genul Fantasy a premiilor Hugo și Nebula. Premiul se acordă de către World Fantasy Convention în fiecare an, pentru aparițiile din anul precedent. Categoriile în care se acorda premiul: Novel, novella, short fiction, and artist; plus categories for Anthology and Collection, plus doua premii speciale, profesional și neprofesional, pentru realizările personale.
Premiile sunt considerate printre cele mai prestigioase în genul ficțiune speculativă. Ele pot fi acordate pentru orice lucrare care se încadrează în domeniul fanteziei, deși unele produse media sunt limitate la anumite categorii.
Câștigătorii sunt aleși de un grup de judecători, care diferă în fiecare an. Judecătorii care au prezidat premiile din 2010 sunt Greg Ketter, Kelly Link, Jim Minz, Jürgen Snoeren și Gary K. Wolfe.

## Categorii curente și din trecut pentru premii
- Roman
- Nuvelă (10.001 - 40.000 cuvinte)
- Ficțiune Scurtă (sub 10.000 cuvinte)
- Antologie (mai mulți autori, text original sau retipărire, un editor sau mai mulți)
- Colecție de autor (un singur autor, text original sau retipărire, un editor sau mai mulți)
- Artist
- Premii Speciale
  - Premiul acordat Convențiilor 
  - Premiul pentru realizări de o viață (Premiul pentru întreaga carieră) 
  - Premiu Special: profesioniști 
  - Premiu Special: amatori